# Alvaro Corghi
Alvaro Corghi (San Martino in Rio, 1908 – Cirié, 1998) è stato un pittore e caricaturista italiano.

## Biografia
Nato in Emilia Romagna a San Martino in Rio, nel 1908, giovanissimo si reca a Milano dove apprende i primi rudimenti di grafica pubblicitaria alla scuola di Marcello Dudovich. Nel 1925 si trasferisce a Torino, dove conosce il pittore Mario Carletti e subisce l'influenza di Garetto, il disegnatore de La Voce del Popolo. Anche Corghi inizia a collaborare a diversi giornali e realizza le sue prime caricature. Nel 1933 partecipa al concorso "Ritratto sintetico del Duce" e gli viene assegnato il terzo premio. In quegli stessi anni aderisce al gruppo futurista torinese capeggiato da Fillia, con cui partecipa agli incontri che si tengono al Caffè Nazionale. Viene introdotto negli ambienti calcistici ed esegue il ritratto in sintesi futurista dei Campioni d'Italia 1932. Partecipa alla prima Mostra nazionale d'arte futurista di Roma con un'opera dal titolo "La trasvolata atlantica". Di lì in poi vince numerosi premi, espone in diverse personali a Torino e a Milano. Nel frattempo, sposatosi con una giovane di Barbania, si trasferisce a Cirié, dove trascorre buona parte della sua vita. Protagonista dell'antifascismo locale, partecipa attivamente alla rinascita della vita culturale e sociale della città nel dopoguerra. Fondatore del noto circolo culturale "Ars et labor" insieme ad un gruppo di ciriacesi, ne è la guida e l'anima fino al 1970. È anche socio fondatore del Piemonte Artistico e Culturale e per alcuni anni ricopre la carica di assessore alla Cultura della città di Ciriè. Sempre attivo artisticamente e partecipe della vita sociale e culturale della sua città d'adozione, Corghi lascia alla sua morte, un patrimonio artistico ingente e una ricca collezione di caricature, o per meglio dire, di "fìsiosintesi" che narrano la storia di questo secolo attraverso i volti dei protagonisti di tanti avvenimenti di questo fine Millennio. La vena artistica di Alvaro Corghi prosegue attraverso il figlio Azio Corghi, compositore musicale di fama internazionale che miete successi nei teatri di tutto il mondo con le sue originalissime creazioni liriche. Ad Alvaro Corghi è dedicata la biblioteca comunale di Ciriè.